# Уджаэ
Уджаэ (Узяэ) (англ. Ujae, марш. Ujae, Wūjae [u̯u͡izʲæ͡ɑɑ̯ɛ̯ɛɛ̯]) — атолл из 15 островков в Тихом океане в составе цепи Ралик (Маршалловы Острова). Площадь сухопутной части составляет 1,86 км², но прилегающая к нему лагуна имеет площадь 185,9 км².
В 2011 году численность населения атолла составляла 364 человек.